# Los tres monos sabios

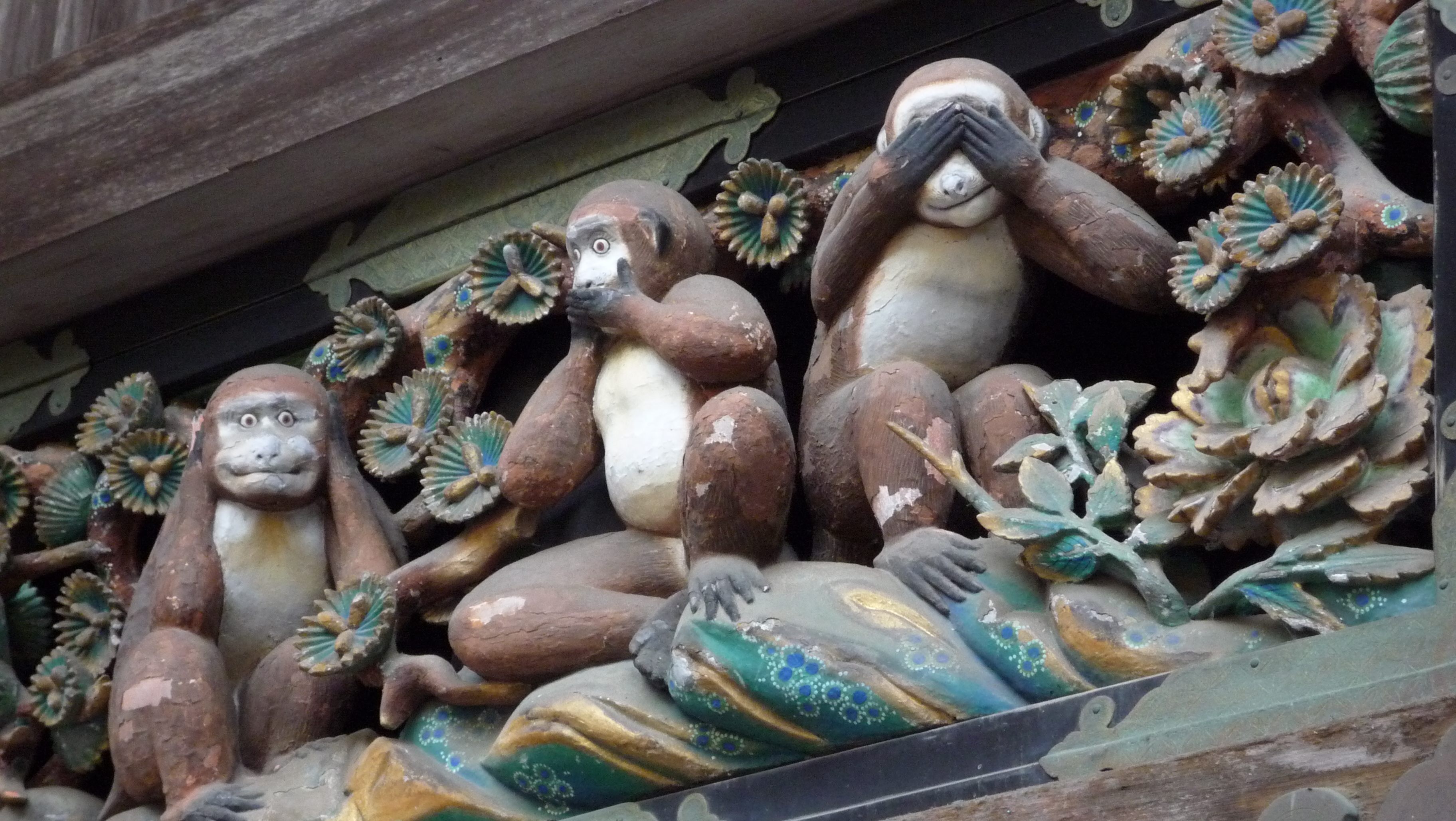
Esculturas de Hidari Jingorō en el santuario Toshogu en Nikko (Japón).

Los tres monos (en japonés san saru, 三猿), también conocidos como los «tres monos sabios» o «tres monos místicos», están representados en una escultura de madera de Hidari Jingorō (1594-1634), situada sobre los establos sagrados del santuario de Toshogu (1636), construido en honor de Ieyasu Tokugawa, en Nikko, al norte de Tokio (Japón).

## Significado y origen
Los nombres japoneses de los tres monos —Mizaru (見猿), Kikazaru (聞か猿), Iwazaru (言わ猿)— significan «no ver, no oír, no decir», sin especificar lo que los monos no ven, oyen o dicen. Tradicionalmente se ha entendido como «No ver el Mal, no escuchar el Mal y no decir el Mal»; el dicho tuvo su origen en la traducción del código moral chino del santai, la filosofía que promulgaba el uso de los tres sentidos en la observación cercana del mundo observable. 
Posteriormente este código moral se vinculó con los tres monos; dicha asociación se atribuye a Denkyō Daishi (conocido también como Saichō) (767-822), fundador de la Tendaishū, la rama japonesa de la Escuela Budista del Tiantai durante el periodo Heian (794-1185). Esta asociación proviene de la homonimia que se da entre zaru (un caso negativo en japonés), que aparece tres veces en el código moral, y la palabra japonesa para mono, saru, que se convierte en zaru cuando se combina con ciertas palabras. El motivo de los tres monos se volvió muy popular entre el pueblo japonés durante el periodo Kamakura (1185-1392).
El significado del tema de los tres monos es complejo y diverso; así como para la élite intelectual se encontraban relacionados con el mencionado código filosófico y moral santai, entre el pueblo el sentido era «rendirse» al sistema, un código de conducta que recomendaba la prudencia de no ver ni oír la injusticia, ni expresar la propia insatisfacción, sentido que perdura en la actualidad. Una interpretación del artista Andrés Hernández es la utilización de los sentidos como receptores y no como funciones activas del ser, entendiéndose como el mono el origen del hombre y que es la constitución de una sociedad pensando en función de la comunidad como organismo y no del ser como individuo. Otra interpretación señala que en un origen los monos eran espías enviados por los dioses para enterarse de las malas acciones de los hombres; la representación de los monos, ciego, sordo y mudo debió surgir como medio de defensa mágico contra dicho espionaje. También se ha señalado que los tres monos pudieran ser una representación de las tres caras de la antigua deidad japonesa Vajra.

## Un cuarto mono

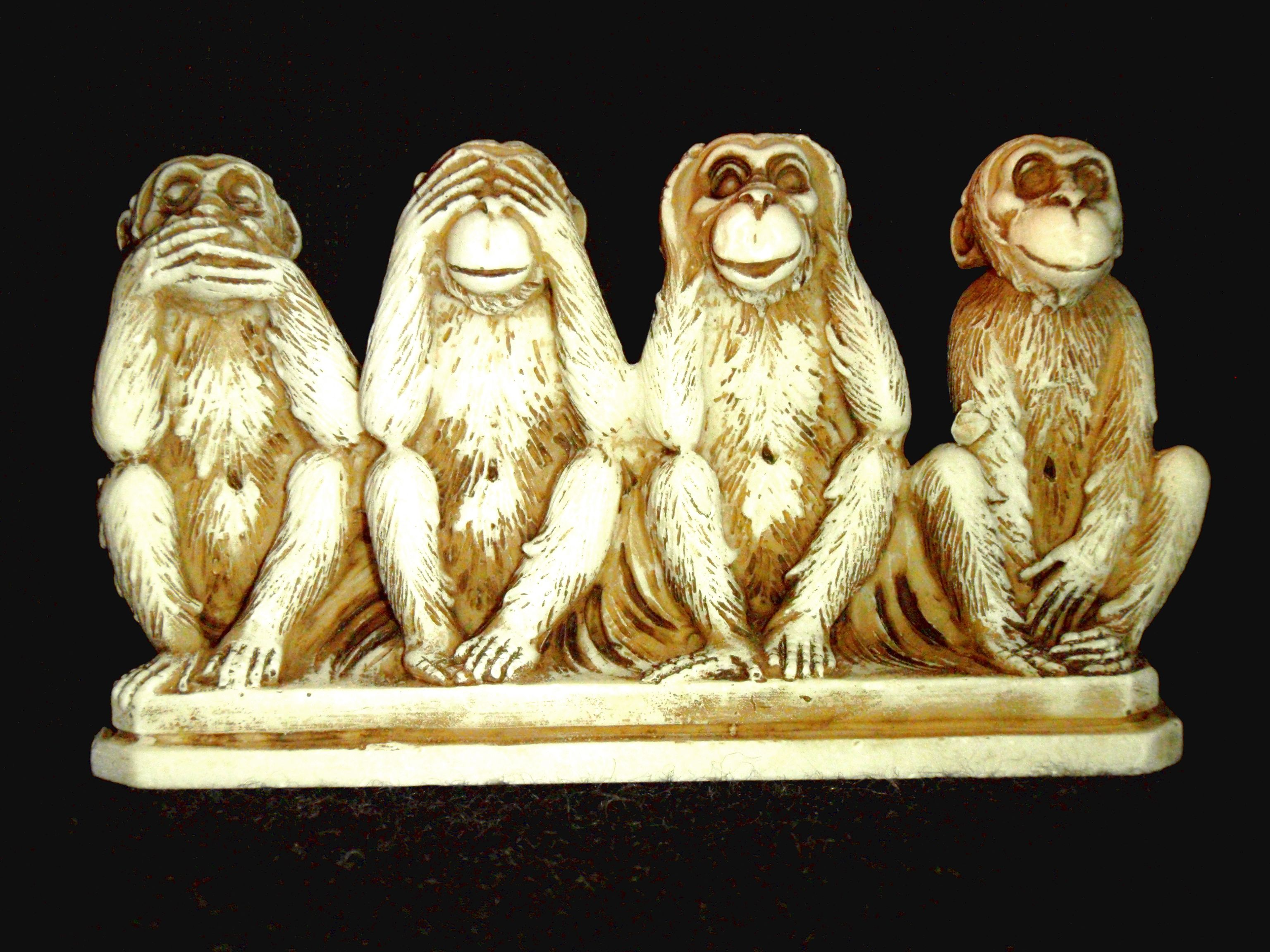
Escultura con un cuarto mono (este mono se cubre debajo del vientre con las manos), añadido a los tres monos sabios.

Además, en algunos otros países, hay un folclore de los cuatro monos, añadiendo un cuarto mono para no hacer el mal (este mono se cubre debajo del vientre con las manos), y se menciona hasta un quinto mono no oler el mal (este mono se cubre la nariz con las manos).